# Heemskerk (Hollande-Septentrionale)
Heemskerk est un village et une commune néerlandaise, en province de Hollande-Septentrionale.

## Histoire
En 1492, se sont achevés dans la ville les événements violents liés à la révolte du peuple du fromage et du pain.
En 1994, un monument commémoratif de cet événement a été érigé. Il est situé tout contre l'enclos de l'église de la ville, au sud-est de celle-ci. Œuvre de Piet Vos, il est composé de plaques de bronze et de granite.

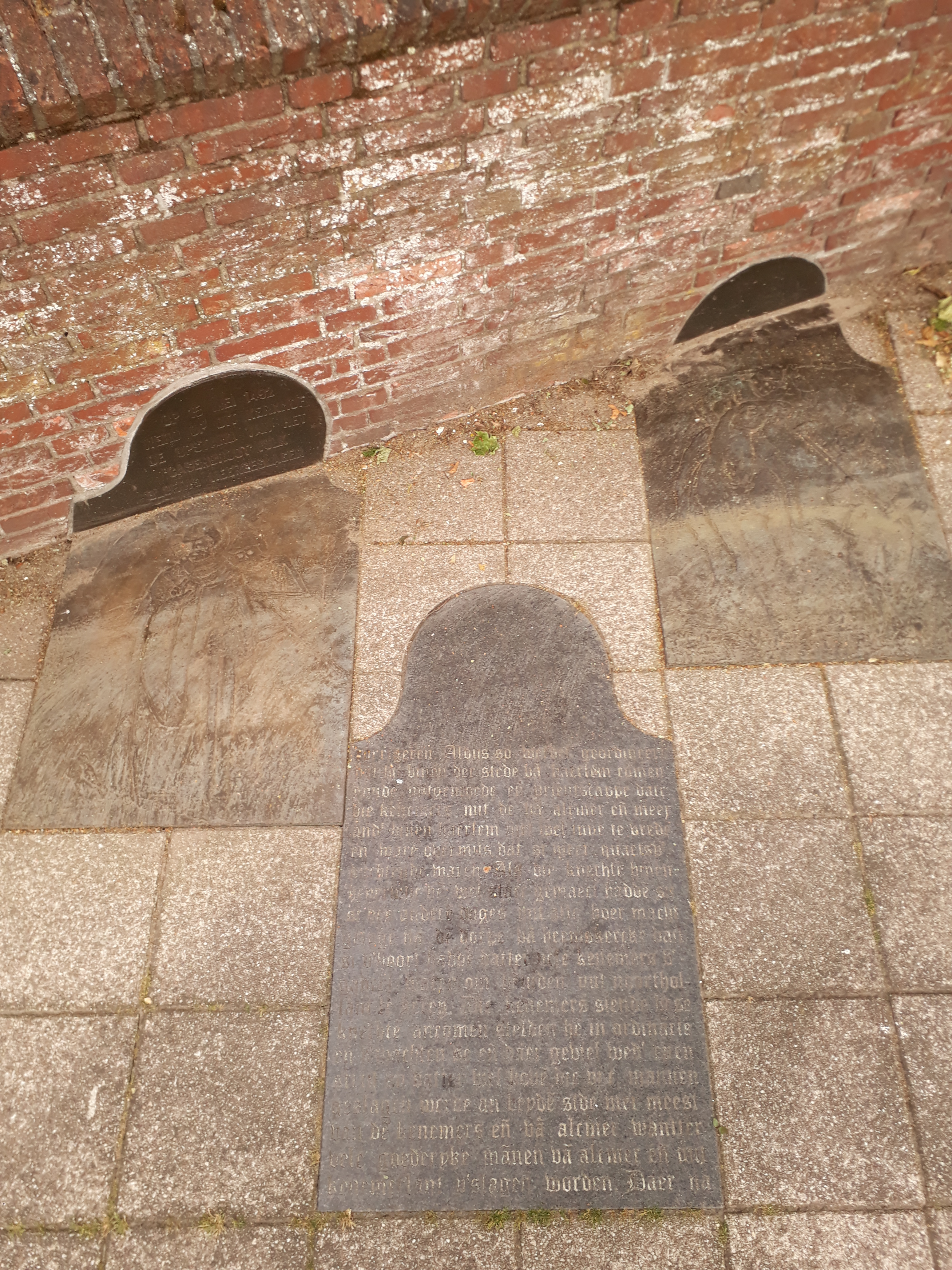
Monument commémoratif de la Révolte du peuple du fromage et du pain près de l'église.

## Personnes nées dans la ville
- Maarten van Heemskerck, peintre de la Renaissance
- Ernesto Hoost, kickboxeur
- Rafael van der Vaart, joueur de football